# نهائي كأس أمريكا الجنوبية 1937
نهائي كأس أمريكا الجنوبية 1937 كانت المباراة النهائية لمسابقة كأس أمريكا الجنوبية 1937 وهي مسابقة كرة قدم تنظم من طرف اتحاد أمريكا الجنوبية لكرة القدم، أقيمت مباراة النهائي بين المنتخب البرازيلي ونظيره المنتخب الأرجنتيني على ملعب بيدرو بيديغاين قبل تحديثه في العاصمة بوينس آيرس.
فاز منتخب الأرجنتين على نظيره البرازيلي بنتيجة 2-0 ليحقق خامس ألقابه في المسابقة.

## عن الفريقين
عرفت البطولة حتى عام 1975 باسم "بطولة أمريكا الجنوبية لكرة القدم".

| الفريق    | سنوات التتويج في كوبا أمريكا السابقة *(للإشارة إلى فوز المنتخب في البطولة باعتباره البلد المضيف) |
| --------- | ------------------------------------------------------------------------------------------------ |
| الأرجنتين | 4 (1921*، 1925*، 1927، 1929*)                                                                    |
| البرازيل  | 2 (1919*، 1922*)                                                                                 |

## المباراة
| الأرجنتين                  | 2–0 (ب.أ.إ.) | البرازيل |
| -------------------------- | ------------ | -------- |
| دي لا ماتا ماتا 102'، 112' |              |          |